# 아카리아과

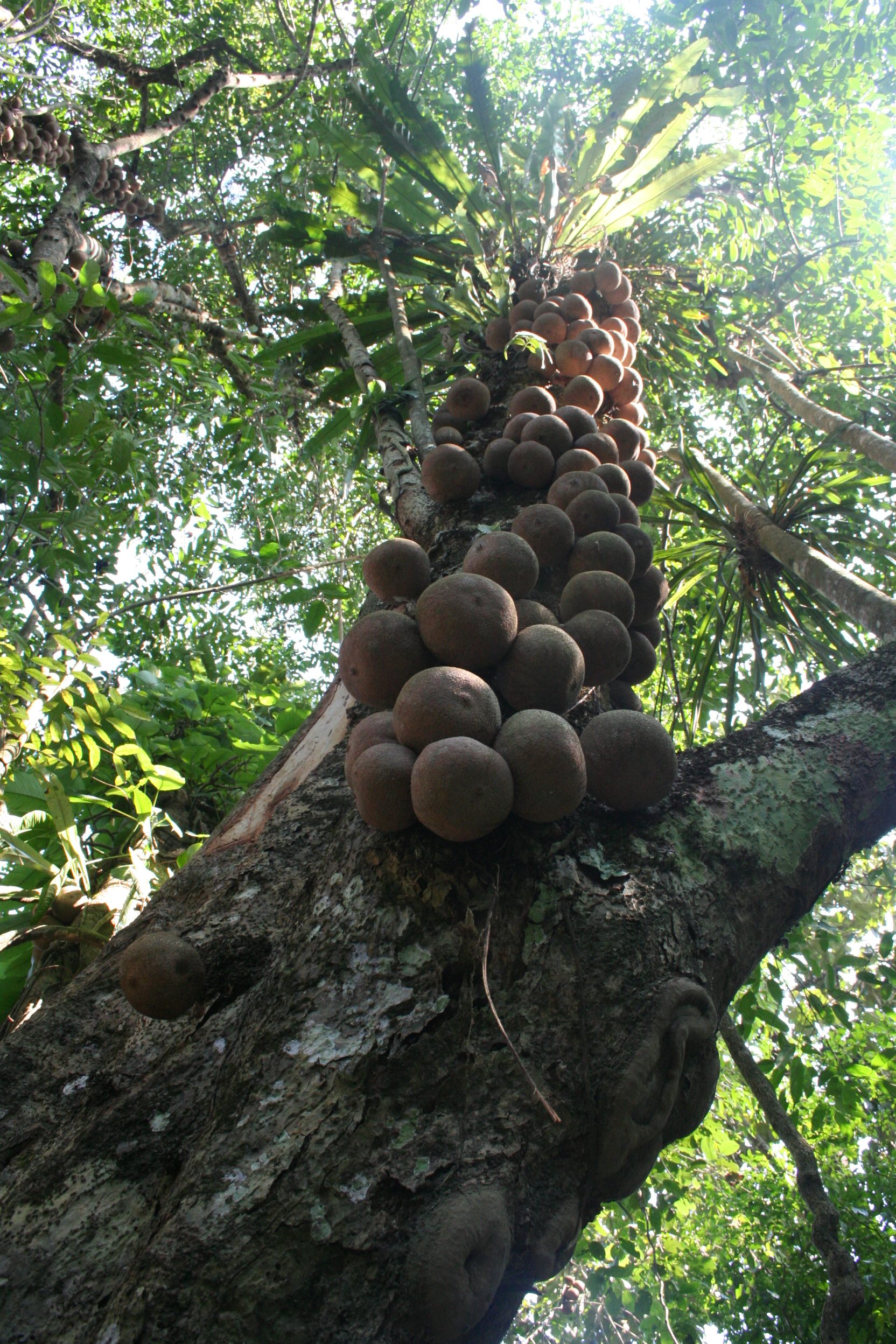
남아시아에 자생하는 상목수 Gynocardia odorata, 이전에는 이나무과로 분류했으나 현재는 아카리아과로 분류한다.

아카리아과(Achariaceae)는 말피기아목에 속하는 속씨식물과의 하나이다. 이전에는 아프리카 남부에 자생하는 3개 속, 6종의 초본식물 또는 관목을 아카리아과로 분류했다. 최근의 APG II 분류 체계는 이전에 이나무과로 분류했던 다수의 식물 속을 포함시켜 좀더 넓게 분류한다. 분자생물학적 데이터는 이 과를 말피기아목으로 분류하는 것을 강력히 지지하고 있다. 발생학적 데이터는 박목 및 십자화목과 유사성을 보여준다.

## 속
| - Acharia - Ahernia - Baileyoxylon - Buchnerodendron - Caloncoba - Camptostylus - Carpotroche - Ceratiosicyos - Chiangiodendron - Chlorocarpa - Dasylepis - Eleutherandra - Erythrospermum - Grandidiera - Guthriea | - Gynocardia - Hydnocarpus - Kiggelaria - Lindackeria - Mayna - Pangium - Peterodendron - Poggea - Prockiopsis - Rawsonia - Ryparosa - Scaphocalyx - Scottellia - Trichadenia - Xylotheca |